# 大阪クラシック
大阪クラシック（おおさかクラシック）は、大阪フィルハーモニー交響楽団の音楽監督大植英次のプロデュースにより大阪市中心部にて開催されるクラシック音楽コンサート連続公演の企画（音楽祭）である。大阪市主催。

## 概要
大阪市のメインストリートである御堂筋に面するカフェやビジネスビルの1階ロビーなどを会場として、大阪フィルハーモニー交響楽団の団員による室内楽の公演などが入場料無料で行われる。また、フェスティバルホールや大阪市中央公会堂などにて協奏曲、交響曲、室内楽曲などの有料公演が行われる。
2006年に開始され、その年は9月3日から9日までの1週間にわたって18会場で50公演を行ない、延べ約22,000人の入場者を集めた。
開始以降、年を追うごとに公演数・入場者数などの規模が拡大し、晩夏の大阪の文化イベントとして定着している。2010年代には継続して拡大し、2019年までの14年間で累計1,122公演、約61万人を動員した。2020年および2021年は新型コロナウイルス感染症拡大の影響を受け、街中での無料公演が中止され、有料公演とオンライン配信のみで開催された。2022年には無料公演が復活し、多くの市民がクラシック音楽を楽しんだ。
2009年には中之島にまで会場エリアが拡大された。
テーマとして「B!」が掲げられ、各公演におけるメンバー紹介、曲紹介などの際に奏者から当該公演と「B」との関連について説明があった。
第1回以降の公演数等については以下のとおり。
- 2006年（第1回）：9月3日-9日、18会場、50公演、延べ入場者約22,000人
- 2007年（第2回）：9月2日-8日、15会場、60公演、延べ入場者約28,000人
- 2008年（第3回）：9月7日-13日、17会場、66公演、延べ入場者約37,000人
- 2009年（第4回）：8月30日-9月5日、22会場、100公演、延べ入場者約50,700人
- 2010年（第5回）：9月5日-11日、会場数不明、87公演、延べ入場者約5万人[4][要出典]
- 2011年（第6回）：9月4日-12日、会場数不明、83公演、延べ入場者約48,500人[5][要出典]
- 2012年（第7回）：9月2日-8日、会場数数不明、90公演、延べ入場者約50,600人[6][7][要出典]
- 2013年（第8回）：9月8日-14日、会場数不明、100公演、延べ入場者約52,800人（最多入場者数更新[8]）[9][要出典]
- 2014年（第9回）：9月8日-13日、会場数不明、81公演、延べ入場者約48,750人[10][要出典]
- 2015年（第10回）：9月6日-12日、会場数不明、81公演、延べ入場者約45,400人[11][要出典]
- 2016年（第11回）：9月11日-17日、会場数不明、81公演、延べ入場者不明[12][要出典]
- 2017年（第12回）：9月10日-21日、会場数不明、81公演、延べ入場者数約48,000人[13][14][要出典]
- 2018年（第13回）：9月9日-15日、会場数不明、81公演、延べ入場者約42,000人[15][16][要出典]
- 2019年（第14回）：9月8日-14日、32会場、81公演、延べ入場者約42,000人[17][18]
- 2020年（第15回）（新型コロナウイルス感染症拡大の影響により無料公演を中止）：9月13日-19日、会場数不明、18公演、延べ入場者3,885人、動画再生回数78,826回[19][要出典]
- 2021年（第16回）：9月12日-18日、会場数不明、43公演、延べ入場者4,885人、動画再生回数55,298回[20][21][要出典]
- 2022年（第17回）：9月4日-10日、会場数不明、35公演、延べ入場者7,267人、動画再生回数21,296回[22][23][要出典]
- 2023年（第18回）：9月10日-16日、33会場、60公演、延べ入場者約25,000[24][25][要出典]
- 2024年（第19回）：9月8日-14日、30会場、65公演、延べ入場者約30,000[26][27][要出典]
- 2025年（第20回）：9月14日-20日開催予定[28]

## 近年の動向
- 2010年代には継続的に規模を拡大し、2019年までの累計で1,122公演、約61万人を動員した[2]。
- 2020年および2021年は新型コロナウイルス感染拡大の影響により街中での無料公演が中止され、有料公演とオンライン配信のみで開催された[3]。
- 2022年は9月4日から9月10日にかけて開催され、無料公演が復活した[2]。
- 2023年は9月10日から9月16日にかけて全60公演が行われ、特別企画として障がいのある方を招待する貸し切り公演などが実施された[29]。
- 2024年は9月8日から9月14日まで開催され、全65公演が行われた[30]。

## 参加団体
- 大阪フィルハーモニー交響楽団
- 関西フィルハーモニー管弦楽団
- 大阪交響楽団
- 日本センチュリー交響楽団
- Osaka Shion Wind Orchestra